# Prooncholaimus mawsonae
Prooncholaimus mawsonae is een rondwormensoort uit de familie van de Oncholaimidae.